# 自由落體
自由落体运动是指只受重力作用（不存在空气阻力的理想状态）的均匀加速度运动过程。 
运动过程中重力势能与动能之和遵守机械能守恒定律。在地球上相同位置与相同高度，自由落体的加速度相同（均为g），与质量无关。

## 历史探究
对自由落体最先研究的是古希腊科学家亚里斯多德。他提出：物体下落的快慢是由物体本身的重量决定的，物体越重，下落得越快；反之，物體越輕，则下落得越慢。亚里斯多德的理论影响了其后两千多年的人。直到物理学家伽利略提出了相反的意见。伽利略在1636年的《两种新科学的对话》中写道：如果依照亚里斯多德的理论，假设有两块石头，大的重量为8，小的为4，则大的下落速度为8，小的下落速度为4，当两块石头被绑在一起的时候，下落快的会因为慢的而被拖慢。所以整个体系和下落速度在4-8之间。但是，两块绑在一起的石头的整体重量为12，下落速度也就应该大于8，这就陷入了一个自相矛盾的情況。伽利略由此推断物体下落的速度应该不是由其重量决定的。他在书中设想，自由落体运动的速度是匀速变化的。

## 实验验证

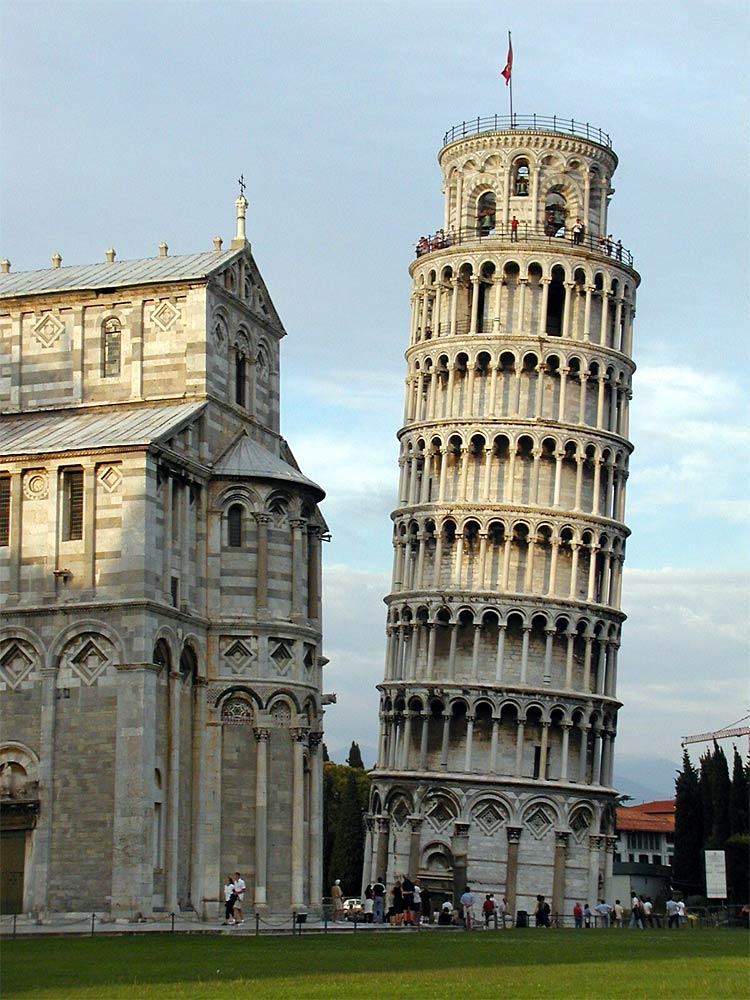
传说伽利略在比萨斜塔上做自由落体实验

传说1590年伽利略曾在義大利比萨斜塔上做自由落体实验，将两个重量不同的球体从相同的高度同时扔下，结果两个铅球同时落地，伽利略在比萨斜塔做自由落体实验的故事，记载在他的学生維維亞尼在1654年写的《伽利略生平的历史故事》（1717年出版）一书中，但伽利略、比萨大学和同時代的其他人都沒有關於這次實驗的記載。对于伽利略是否在比萨斜塔做过自由落体实验，歷史上一直存在著支持和反对兩種不同的看法。
1971年，阿波羅15號太空人在月球上同時丟下獵鷹羽毛與鐵鎚，證明伽利略理論正確。

## 自由落体運動各物理量关系

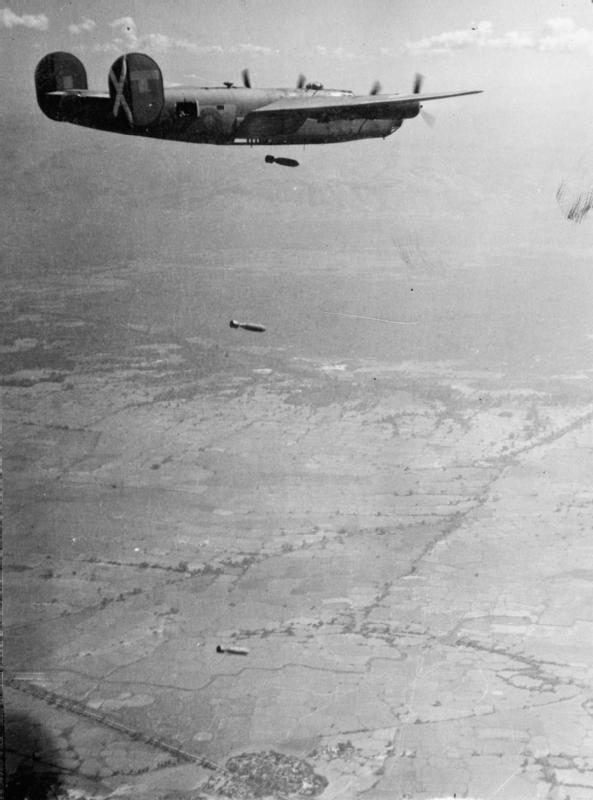
請注意圖中這三個炸彈的相隔垂直距離並不相等，因為它們的向下速度不同，最底下的炸彈是最先落下的，因此它向下加速的時間最久，向下速度最快，中間的炸彈次之，最上面的炸彈的向下加速時間最短，向下速度最慢

基于（物体位于靠近地球表面）重力是个常数的假设，牛顿的重力定律是{\displaystyle F=mg}。即重力与物体的质量成正比。重力加速度以g表示，是一个常数。它是矢量，平均值为9.81，单位是m/s2。除g以外，也可以a表示，取其地心加速度意思，即{\displaystyle F=ma}。这个加速度是由于物体受到了重力产生的。物体的最初状态是静止的，物体下落中假定除了重力外不受其它力（如：空氣阻力）的作用。它下落的路程的长度与经过的时间平方成正比。
自由下落物体在下落的最初位置，即最大高度，具备有重力势能。它的数值{\displaystyle E_{\text{p}}}是物体的重力与高度的乘积{\displaystyle E_{\text{p}}=mgh}。这个表达式只在物体距离地球表面高度很小才有效。在下落的过程中，物体无论在那个高度也不论是否同时具有速度，都具有重力势能，其数值同样也是{\displaystyle E_{\text{p}}=mgh}。如果物体在下落过程中不受其它力的作用，可以忽略空气阻力的时候，其总能量遵守机械能量守恒定则，即重力势能和动能的总和守恒。我们常常用机械能守恒定则来计算，物体可能达到的最大高度，和落到地面瞬间的最大速度。
如果下落时间为t，瞬时速度为v，下落高度为h，重力加速度为g，则有以下关系：
- {\displaystyle v=gt}

- {\displaystyle h={\frac {1}{2}}gt^{2}}

- {\displaystyle v^{2}=2gh}

## 典型例子
- 關掉推进器的太空航行器；

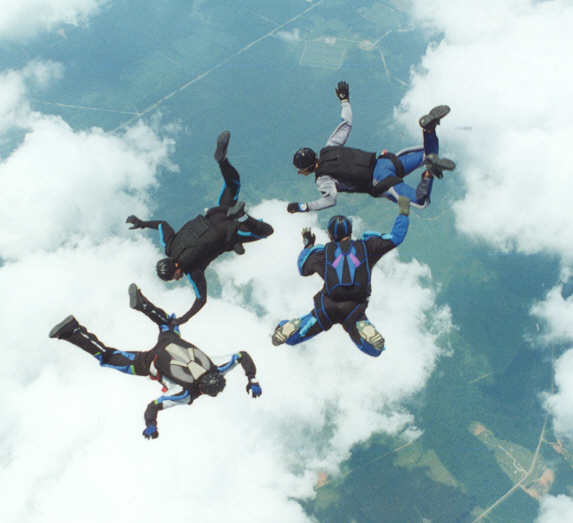
跳傘過程中的自由落體階段

- 月球環繞地球的軌道，地球環繞太陽的軌道，或小行星繞太陽的軌道；
- 地球上，在真空管中下落，例如：
  - 物理學展示；
  - NASA的零重力研究设施。

與上面自由落體相反，以下情形是有其他力量同時在作用，比如：
- 站在地上，坐在地面上一把椅子上等等（重力被地面的支持力所平衡）；
- 搭乘飛機（重量被機翼提供的升力所平衡）；
- 重返大氣層以及降落傘著陸（重量被反向的空氣阻力所對抗）；
- 太空航行器的軌道動作（此時火箭提供推力）。

## 另見
- 加速度
- 重力加速度
- 伽利略
- 亞里斯多德

## 外部連結
- 在自由下跌，為甚麼人有失重的感覺 （页面存档备份，存于）